# Улезло, Николай Иванович
Николай Иванович Улезло (1926 — 17 декабря 1990) — советский хозяйственный, государственный и политический деятель.

## Биография
Родился в 1926 году. Член КПСС.
Окончил МИИТ.
До 1972 — инженерный работник и партийный организатор в Трансдорпроекте и Главмосавтотрансе.
В 1972–1974 — председатель исполнительного комитета Сокольнического Совета депутатов трудящихся города Москвы.
В 1974–1982 — первый секретарь Сокольнического районного комитета КПСС города Москвы.
В 1982–1987 — заместитель председателя исполнительного комитета Московского городского Совета депутатов трудящихся.
Делегат XXV и XXVI съездов КПСС.
Умер в 1990 году в Москве.